# ジウリアン・ビアンコーン
ジウリアン・ビアンコーン（フランス語: Giulian Biancone、2000年3月31日 - ）は、フランスのサッカー選手。ポジションはDF。

## クラブ歴
フレジュス生まれ。2015年にASモナコの下部組織に移り、2018年11月28日にUEFAチャンピオンズリーグ 2018-19 グループリーグのアトレティコ・マドリード戦でプロ初出場を記録した。
2019年7月に同じオーナーのサークル・ブルッヘに期限付き移籍。翌シーズンにモナコでリーグ・アン2試合に出場し再びサークル・ブルッヘに期限付き移籍した。
2021年8月21日にリーグ・アンのトロワACに5年契約で完全移籍。
2022年7月3日にプレミアリーグのノッティンガム・フォレストFCに3年契約で移籍、移籍金は推定1000万ユーロとされている。8月23日にEFLカップで移籍後初出場を記録した。
2023年9月18日、オリンピアコスFCに移籍した。

## 代表歴
U-19代表としてUEFA U-19欧州選手権2019に参加した。